# Wubana
Wubana Chamberlin, 1919 è un genere di ragni appartenente alla famiglia Linyphiidae.

## Distribuzione
Le sette specie oggi attribuite a questo genere sono state reperite in America settentrionale, tutte in territorio statunitense.

## Tassonomia
A giugno 2012, si compone di sette specie:
- Wubana atypica Chamberlin & Ivie, 1936 — USA
- Wubana drassoides (Emerton, 1882)[3] — USA
- Wubana ornata Chamberlin & Ivie, 1936 — USA
- Wubana pacifica (Banks, 1896) — USA
- Wubana reminiscens Chamberlin, 1948 — USA
- Wubana suprema Chamberlin & Ivie, 1936 — USA
- Wubana utahana Chamberlin & Ivie, 1936 — USA

### Specie trasferite
- Wubana hamulifer Denis, 1937; trasferita al genere Acartauchenius Simon, 1884, con la nuova denominazione Acartauchenius hamulifer[1].
- Wubana wagae (O. P.-Cambridge, 1873); trasferita al genere Pseudowubana Eskov & Marusik, 1992 con la denominazione Pseudowubana wagae[1].